# Joel Villanueva

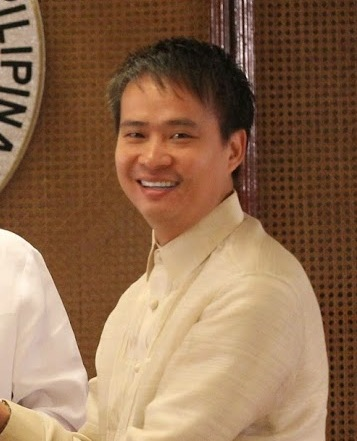
Joel Villanueva (15. April 2015)

Emmanuel Joel Jose Villanueva (* 2. August 1975 in Bocaue, Bulacan) ist ein philippinischer Politiker, der zwischen 2002 und 2010 Mitglied des Repräsentantenhauses (Mababang Kapulungan ng Kongreso) sowie von 2010 bis 2015 Generaldirektor der Behörde für technische Bildung und Kompetenzentwicklung TESDA (Technical Education and Skills Development Authority) war. Seit 2016 ist er Mitglied des Senats der Philippinen (Senado ng Pilipinas) und darüber hinaus seit 2022 Mehrheitsführer im Senat.

## Leben

### Familiäre Herkunft, Studium und Abgeordneter
Emmanuel Joel Jose Villanueva ist der Sohn des Evangelisten Eduardo „Bro. Eddie“ Villanueva (* 1946), der unter anderem bei der Präsidentschaftswahlen 2004 und 2010 jeweils ohne Erfolg für das Amt des Präsidenten kandidierte und seit 2019 Mitglied des Repräsentantenhauses ist, und dessen Ehefrau Adoracion Jose Villanueva. Nach dem Schulbesuch begann er ein Studium der Wirtschaftswissenschaften an der University of Santo Tomas, welches er 1996 mit einem Bachelor of Science (B.S. Economics) beendete. Während seines Studiums spielte er Basketball für die Mannschaft der University of Santo Tomas und gehörte zeitweilig auch zur Basketballnationalmannschaft, mit der er 1994 unter anderem an der SEABA Championship den vierten und letzten Platz belegte sowie an der UAAP Basketball Championship teilnahm. 1996 begann er ein postgraduales Studium der Betriebswirtschaftslehre an der Harvard University und schloss dieses 1998 mit einem Master of Business Administration (MBA) ab.
2001 wurde Villanueva Mitglied der politischen Organisation Kampf der Bürger gegen Korruption CIBAC (Citizens’ Battle Against Corruption) und für deren Liste am 6. Februar 2002 als damals jüngstes Mitglied („Benjamin of the House“) auch erstmals Mitglied des Repräsentantenhauses. Er gehörte dieser Kammer des Kongresses nach seinen Wiederwahlen 2004 und 2007 auf der CIBAC-Liste bis zur Höchstgrenze von drei aufeinander folgenden Legislaturperioden von jeweils drei Jahren bis zum 30. Juni 2010 an. Er engagierte sich von 2004 bis 2013 auch als Generalsekretär der von seinem Vater gegründeten politischen Organisation Bangon Pilipinas Movement.

### Generaldirektor der TESDA und Senator

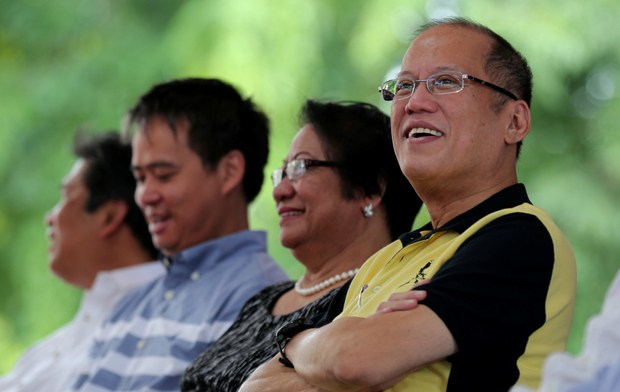
Villanueva als Generaldirektor der TESDA mit Präsident Benigno Aquino III. (rechts), Arbeitsministerin Rosalinda Baldos und dem Sekretär der Kommunikationsgruppe des Präsidenten Herminio Coloma Jr.

Am 30. Juni 2010 ernannte Präsident Benigno Aquino III. ihn zum Generaldirektor der Behörde für technische Bildung und Kompetenzentwicklung TESDA, eine 1994 gegründete Regierungsbehörde zur Verwaltung und Überwachung der technischen Ausbildung und Kompetenzentwicklung. Er verblieb auf diesem Posten bis zum 13. Oktober 2013 und wurde daraufhin von Irene Isaac abgelöst. 2013 wurde er Mitglied der Liberalen Partei (Libaral Party), der er bis 2019 angehörte. Darüber hinaus verlieh ihm die Polytechnic University of the Philippines (PUP) einen Ehrendoktor der Humanwissenschaften und Präsident Aquino des Weiteren den Order of Lakandula aufgrund seiner herausragenden Verdienste als Generaldirektor der TESDA. Er war zudem auch Mitglied der Basketballmannschaft des Repräsentantenhauses Congress-LGU Legislators und später der Regierungsmannschaft Malacañang Patriots.
Bei der Senatswahl am 9. Mai 2016 wurde Joel Villanueva für die Liberal Party mit dem zweitbesten Ergebnis der zwölf zu vergebenen Plätze (18.459.222 Stimmen, 41,39 Prozent) erstmals für eine sechsjährige Amtszeit gewählt. In seiner ersten Legislaturperiode war Villanueva, der seit 2016 auch für die Basketballmannschaft des Senats Senate Defenders spielt, als Nachfolger von Bam Aquino zwischen dem 25. Juli 2016 und seiner Ablösung durch Juan Edgardo Angara am 30. Juni 2019 Vorsitzender des Jugendausschusses (Youth Committee). Zugleich war er als Nachfolger von Jose Pimentel Ejercito „Jinggoy Estrada“, Jr. vom 25. Juli 2016 bis zu seiner Ablösung durch „Jinggoy Estrada“ am 30. Juni 2022 Vorsitzender des Ausschusses für Arbeit, Beschäftigung und Entwicklung menschlicher Ressourcen (Labor, Employment, and Human Resources Development Committee). Ferner war er während der achtzehnten Legislaturperiode des Kongresses (2019 bis 2022) auch als Nachfolger von Francis Escudero vom 22. Juli 2019 bis zu seiner Ablösung durch Escudero am 30. Juni 2022 auch Vorsitzender des Ausschusses für höhere, technische und berufliche Bildung (Higher, Technical and Vocational Education Committee).

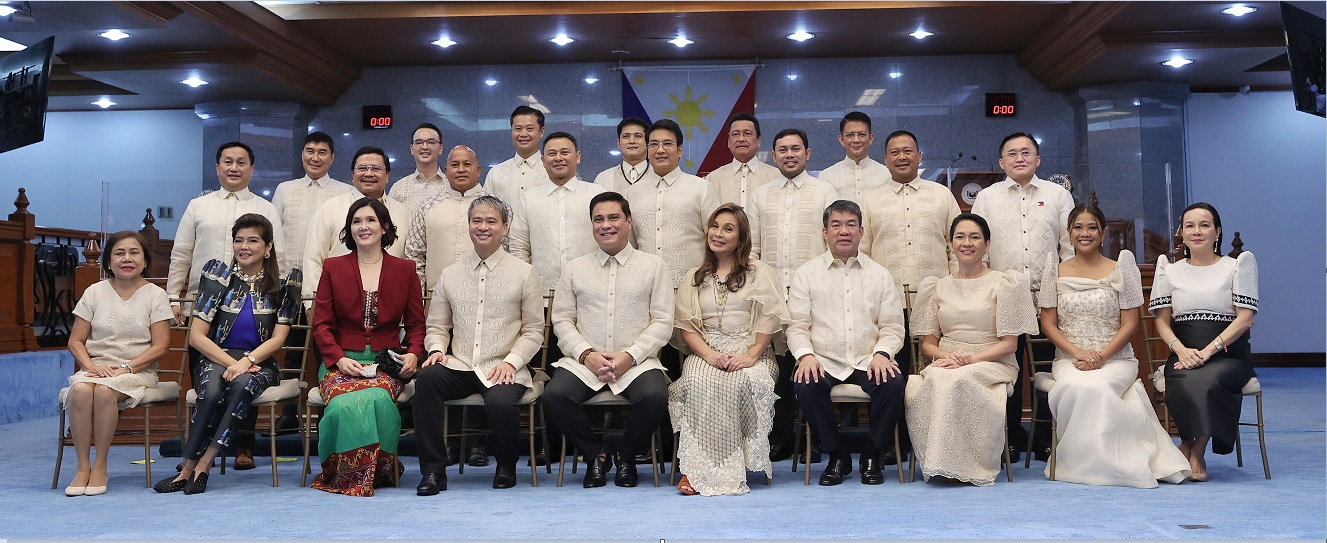
Joel Villanueva (sitzend, 4.v.l.) auf dem offiziellen Foto der Senatsmitglieder (25. Juli 2022).

Während des 18. Kongresses kam es zur Verabschiedung von Gesetzen wie der Verteilung einer 100-prozentigen Servicegebühr an einfache Mitarbeiter von Restaurants, Hotels und ähnlichen Einrichtungen (RA 11360), der National Academy of Sports (RA 11470), das Salary Standardization Law von 2019 (RA 11466) und das Good Maners and Right Conduct and Values Education Act (RA 11476). Inmitten des Zustroms illegaler ausländischer Arbeitskräfte vertritt er eine „Filipino First Policy“. Er kritisierte die Laxheit bei der Regulierung des Philippine Offshore Gaming Operations (POGO), nicht nur weil staatliche Einnahmen und Arbeitsplätze für Filipinos an chinesische Arbeiter verloren gehen, sondern auch wegen seiner jahrzehntelangen Haltung gegen alle Formen von Glücksspiel und Unmoral.
Villanueva, der 2021 aus der Liberalen Partei austrat und seither Parteiloser ist, wurde bei der Senatswahl am 9. Mai 2022 mit dem neuntbesten Ergebnis der zwölf zu vergebenen Plätze (18.539.537 Stimmen, 33,05 Prozent) für eine weitere sechsjährige Amtszeit wiedergewählt. In der derzeitigen 19. Legislaturperiode des Kongresses ist er seit dem 25. Juli 2022 als Nachfolger von Juan Miguel Zubiri Mehrheitsführer (Senate Majority Leader) sowie darüber hinaus auch Vorsitzender des Geschäftsordnungsausschusses (Rules Committee).
Aus seiner Ehe mit Gladys Cruz gingen die beiden Kinder Jaden und Gwyn hervor.